# Bromhexin
Bromhexin ist ein Arzneistoff aus der Gruppe der Expektorantien, der gegen festsitzenden Husten wie er z. B. bei einer Bronchitis auftritt, eingesetzt wird.
Ein verwandter, ebenfalls als Schleimlöser eingesetzter Wirkstoff ist das Ambroxol, ein Metabolit des Bromhexins.

## Geschichte
Die Geschichte des Bromhexin geht zurück auf das im Indischen Lungenkraut, lateinisch Adhatoda vasica erhaltene Vasicin, von dem in den 1960er Jahren mehrere Derivate hergestellt wurden. Dadurch wurde auch festgestellt, dass Vasicin eine Vasodilatation hervorruft und die synthetisierten Oxidationsprodukte bronchokonstriktorisch wirken. 1965 gelangte dann Bromhexin in die Therapie. Kurz darauf wurde der Metabolit NA 672 (Ambroxol) gefunden, der eine höhere Wirksamkeit zeigte und Bromhexin verdrängte.

## Handelsnamen
Es wird in Deutschland, Österreich, der Schweiz und Schweden unter dem Namen Bisolvon (Boehringer Ingelheim) sowie als Generikum (Krewel-Meuselbach, Berlin-Chemie) in den Darreichungsformen Hustentropfen, Hustensaft und Tabletten in Apotheken vertrieben.